# لباس زندان

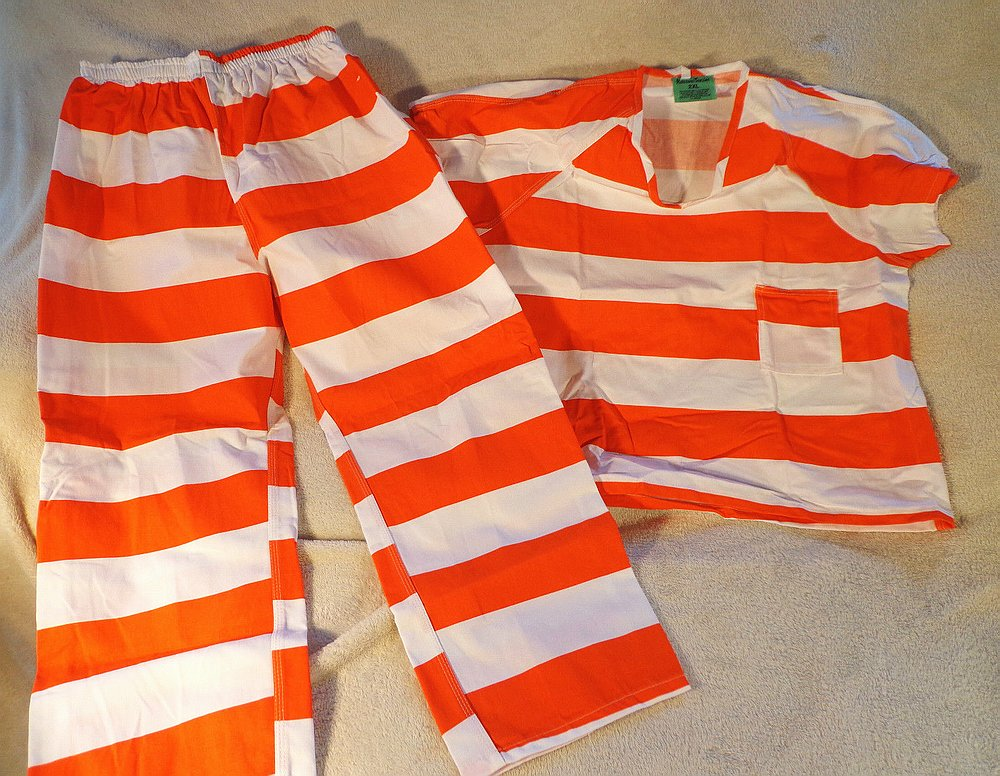
لباس یکسان زندان در ایالات متحده

لباس زندان یک لباس باظاهر یکپارچه است. بازداشت شدگان در یک زندان یا بازداشتگاه با اجبار می‌پوشند. 
پوشیدن یونیفرم زندان در بسیاری از موارد باعث ایجاد یک واکنش روانی ناراحت‌کننده از سوی فرد بازداشت شده می‌شود، زیرا برخلاف لباس‌های غیرنظامی، به‌طور غیرارادی، معمولاً با اکراه به تن می‌شود و اغلب به عنوان انگ تلقی می‌شود.

## پیشینه
لباس زندان موجب از دست دادن فردیت می‌شود و می‌تواند تأثیر مخربی بر درک و عزت نفس فرد داشته باشد؛ بنابراین، لباس زندان اغلب به عنوان عنصر ضمنی مجازات و انگ تلقی می‌شود، در حالی که سطح ناراحتی و تحقیر روانی این لباس تا حد زیادی توسط ویژگی و طراحی کلی آن تعیین می‌شود.
لباس زندان به منظور شناسایی سریع زندانیان، محدود کردن خطرات از طریق اشیاء پنهان و جلوگیری صدمات زندانیان به سایرین عمل می‌کند. همچنین می‌تواند تلاش برای فرار را از بین ببرد زیرا لباس‌های زندان معمولاً از طرح و رنگ‌بندی استفاده می‌کنند که حتی در فاصله زیاد به راحتی قابل توجه و شناسایی است.
معمولاً یونیفرم زندان یک لباس است که باید به جای لباس غیرنظامی و لباس معمولی، فرد زندانی از آن استفاده کند. در بیشتر موارد، هدفمند به منظور ایجاد تضاد بصری با ظاهر خارجی افسران زندان و ایجاد تمایز واضح از لباس مدنی و عادی طراحی شده‌است.

## لباس زندان در ایران
در دوران قبل از انقلاب اسلامی ایران در زندان های ایران از لباس همسان برای متهمین مرد و زن استفاده میشد که با وقوع انقلاب اسلامیدیگر از آن استفاده نشد.
در زندان‌های ایران از اواخر دهه هفتاد تا اوایل دهه هشتاد هجری شمسی از لباس زندان برای مردان و زنان استفاده می‌شد ، اما تا سال 1392 هجری شمسی دیگر لباس زندان در ایران استفاده نشد و در این سال سازمان زندان‌ها لباسی برای متهمین مرد در دادگاه‌ها طراحی کرد که بعد از مدتی برای بازداشتگاه‌های پلیس و بعضی زندان‌ها نیز لباس همسان طراحی و استفاده می‌شود.
البته در زندان‌ها و دادگاه‌های ایران پیشتر از چادر برای متهمین زن استفاده می‌شد که با اعتراض جمعیت مذهبی ایران رو به رو شد و بدین صورت اجباری بودن چادر حذف و برای متهمین زن نیز لباس مخصوص زندان طراحی و استفاده می‌شود.
در زندان های ایران زنان از لباس با رنگ صورتی و زرد و مردان از لباس با رنگ زرد و آبی استفاده می‌کنند

## مواد قانونی
ماده ۹۰ از فصل دوم (امور داخلی زندان) آئین‌نامه اجرایی سازمان زندان‌ها و اقدامات تأمینی و تربیتی کشور مصوب ۱۳۸۴ رئیس قوه قضائیه با اصلاحات و الحاقات بعدی «پوشیدن لباس ویژه محکوم، برای محکومان الزامی نیست مگر به تشخیص سازمان زندان‌ها» لیکن پوشیدن لباس مخصوص فقط برای «محکومین احکام قطعی» در صورت تشخیص رئیس زندان آن هم فقط در «داخل زندان» نه «خارج از زندان» الزامی است و تسری آن به «متهمین» غیرقانونی می‌باشد حال الزام زندانیان متهم به پوشیدن لباس مخصوص زندان در محیط خارج از زندان، خارج از حدود اختیارات سازمان زندان‌ها می‌باشد.
نظر به اینکه جمهوری اسلامی ایران به عنوان عضو سازمان ملل متحد ملزم به رعایت مصوبات و تصمیمات آن می‌باشد. لیکن برابر مواد ۱۷ و ۴۵ و ۸۸ «قواعد حداقل استاندارد برای رفتار با زندانیان» مصوبه اولین کنگره «مجازات مجرمین و جلوگیری از جنایت» سازمان ملل متحد در ژنو در سال ۱۹۵۵ و مصوبه شورای اقتصادی و اجتماعی در ژوئیه ۱۹۵۷ و مه ۱۹۷۷ که به شرح ذیل اعلام می‌گردد الزام و اجبار زندانیان به پوشیدن لباس متحدالشکل در محیط خارج از زندان غیرقانونی است.
به هر زندانی که مجاز به پوشیدن لباس خاص خود نیست، باید مقداری لباس مناسب از نظر آب و هوا و بهداشت داده شود. چنین لباسی نباید به هیچ وجه اهانت و تحقیرآمیز باشد … در موقعیت استثنایی هر گاه زندانی به دلیلی که مورد تأیید مقامات قرار گرفته‌است به خارج از زندان برده می‌شود باید اجازه داشته باشد که لباس شخصی یا پوشاکی را که توجه برانگیز نباشد بپوشد.

## گالری تصاویر

لباس فرم متهم زن در بازداشتگاه
لباس فرم متهم در دادگاه
لباس فرم متهم زن در بازداشتگاه